# Seznam československých a českých medailistů v atletice
Seznam československých a českých medailistů v atletice uvádí přehled lehkých atletek a atletů, kteří získali medali na olympijských hrách nebo mistrovstvích světa jako reprezentanti Československa (do roku 1992) nebo (od roku 1993) České republiky.

## Československo na LOH v atletice
Tučně = zlato
LOH xxx = stříbro
LOH xxx = bronz
| Atlet                 | Počet | Zlatá medaile | Stříbrná medaile | Bronzová medaile | LOH v atletice                                   |
| --------------------- | ----- | ------------- | ---------------- | ---------------- | ------------------------------------------------ |
| Emil Zátopek          | 5     | 4             | 1                | 0                | LOH 1948, LOH 1948, LOH 1952, LOH 1952, LOH 1952 |
| Dana Zátopková        | 2     | 1             | 1                | 0                | LOH 1952, LOH 1960                               |
| Olga Fikotová         | 1     | 1             | 0                | 0                | LOH 1956                                         |
| Miloslava Rezková     | 1     | 1             | 0                | 0                | LOH 1968                                         |
| Ludvík Daněk          | 3     | 1             | 1                | 1                | LOH 1972, LOH 1964, LOH 1956                     |
| Jozef Pribilinec      | 1     | 1             | 0                | 0                | LOH 1988                                         |
| Jan Železný           | 2     | 1             | 1                | 0                | LOH 1992, LOH 1988                               |
| Robert Změlík         | 1     | 1             | 0                | 0                | LOH 1992                                         |
| Josef Doležal         | 1     | 0             | 1                | 0                | LOH 1952                                         |
| Josef Odložil         | 1     | 0             | 1                | 0                | LOH 1964                                         |
| Jarmila Kratochvílová | 1     | 0             | 1                | 0                | LOH 1980                                         |
| Imrich Bugár          | 1     | 0             | 1                | 0                | LOH 1980                                         |
| František Douda       | 1     | 0             | 0                | 1                | LOH 1932                                         |
| Jiří Skobla           | 1     | 0             | 0                | 1                | LOH 1956                                         |
| Eva Šuranová          | 1     | 0             | 0                | 1                | LOH 1972                                         |
| Helena Fibingerová    | 1     | 0             | 0                | 1                | LOH 1976                                         |
| Celkem                | 24    | 11            | 8                | 5                |                                                  |

## Česká republika na LOH v atletice
Tučně = zlato
LOH xxx = stříbro
LOH xxx = bronz
| Atlet             | Počet | Zlatá medaile | Stříbrná medaile | Bronzová medaile | LOH v atletice               |
| ----------------- | ----- | ------------- | ---------------- | ---------------- | ---------------------------- |
| Barbora Špotáková | 3     | 2             | 0                | 1                | LOH 2008, LOH 2012, LOH 2016 |
| Jan Železný       | 2     | 2             | 0                | 0                | LOH 1996, LOH 2000           |
| Roman Šebrle      | 2     | 1             | 1                | 0                | LOH 2004, LOH 2000           |
| Šárka Kašpárková  | 1     | 0             | 0                | 1                | LOH 1996                     |
| Tomáš Dvořák      | 1     | 0             | 0                | 1                | LOH 1996                     |
| Jaroslav Bába     | 1     | 0             | 0                | 1                | LOH 2004                     |
| Celkem            | 10    | 5             | 1                | 4                |                              |

## Československo na MS v atletice (dráha)
Tučně = zlato
MS xxx = stříbro
MS xxx = bronz
| Atlet                                                                                            | Počet | Zlatá medaile | Stříbrná medaile | Bronzová medaile | MS v atletice    |
| ------------------------------------------------------------------------------------------------ | ----- | ------------- | ---------------- | ---------------- | ---------------- |
| Jarmila Kratochvílová                                                                            | 2     | 2             | 0                | 0                | MS 1983, MS 1983 |
| Helena Fibingerová                                                                               | 1     | 1             | 0                | 0                | MS 1983          |
| Imrich Bugár                                                                                     | 1     | 1             | 0                | 0                | MS 1983          |
| Taťána Kocembová                                                                                 | 1     | 0             | 1                | 0                | MS 1983          |
| Jozef Pribilinec                                                                                 | 1     | 0             | 1                | 0                | MS 1983          |
| Stafeta 4 x 400 m Taťána Kocembová Milena Matějkovičová Zuzana Moravčíková Jarmila Kratochvílová | 1     | 0             | 1                | 0                | MS 1983          |
| Remigius Machura                                                                                 | 1     | 0             | 0                | 1                | MS 1983          |
| Gejza Valent                                                                                     | 1     | 0             | 0                | 1                | MS 1983          |
| Jan Železný                                                                                      | 1     | 0             | 0                | 1                | MS 1983          |
| Jozef Pribilinec                                                                                 | 1     | 0             | 1                | 0                | MS 1987          |
| Celkem                                                                                           | 11    | 4             | 4                | 3                |                  |

## Česká republika na MS v atletice (dráha)
Tučně = zlato
MS xxx = stříbro
MS xxx = bronz
| Atlet                     | Počet | Zlatá medaile | Stříbrná medaile | Bronzová medaile | MS v atletice                      |
| ------------------------- | ----- | ------------- | ---------------- | ---------------- | ---------------------------------- |
| Jan Železný               | 4     | 3             | 0                | 1                | MS 1993, MS 1995, MS 1999, MS 2001 |
| Šárka Kašpárková          | 1     | 1             | 0                | 0                | MS 1997                            |
| Tomáš Dvořák              | 3     | 3             | 0                | 0                | MS 1997, MS 1999, MS 2001          |
| Ludmila Formanová         | 1     | 1             | 0                | 0                | MS 1999                            |
| Roman Šebrle              | 3     | 1             | 2                | 0                | MS 2003, MS 2005, MS 2007          |
| Barbora Špotáková         | 4     | 3             | 1                | 0                | MS 2007, MS 2009, MS 2011 MS 2017  |
| Kateřina Baďurová         | 1     | 0             | 1                | 0                | MS 2007                            |
| Pavla Rybová              | 1     | 0             | 0                | 1                | MS 2005                            |
| Věra Cechlová-Pospíšilová | 1     | 0             | 0                | 1                | MS 2005                            |
| Zuzana Hejnová            | 2     | 2             | 0                | 0                | MS 2013, MS 2015                   |
| Jakub Vadlejch            | 2     | 0             | 1                | 1                | MS 2017, MS 2022                   |
| Vítězslav Veselý          | 1     | 1             | 0                | 0                | MS 2013                            |
| Lukáš Melich              | 1     | 0             | 0                | 1                | MS 2013                            |
| Petr Frydrych             | 1     | 0             | 0                | 1                | MS 2017                            |
| Celkem                    | 26    | 15            | 5                | 6                |                                    |

## Československo na MS v atletice (hala)
Tučně = zlato
HMS xxx = stříbro
HMS xxx = bronz
| Atlet              | Počet | Zlatá medaile | Stříbrná medaile | Bronzová medaile | MS v atletice |
| ------------------ | ----- | ------------- | ---------------- | ---------------- | ------------- |
| Remigius Machura   | 1     | 1             | 0                | 0                | HMS 1985      |
| Jan Leitner        | 1     | 1             | 0                | 0                | HMS 1985      |
| Gabriela Sedláková | 1     | 0             | 1                | 0                | HMS 1987      |
| Jozef Pribilinec   | 1     | 0             | 1                | 0                | HMS 1987      |
| Roman Mrázek       | 1     | 0             | 1                | 0                | HMS 1989      |
| Ivana Kubešová     | 1     | 0             | 1                | 0                | HMS 1989      |
| Ivan Uvizl         | 1     | 0             | 0                | 1                | HMS 1985      |
| Ján Zvara          | 1     | 0             | 0                | 1                | HMS 1987      |
| Celkem             | 8     | 2             | 4                | 2                |               |

## Česká republika na MS v atletice (hala)
Tučně = zlato
HMS xxx = stříbro
HMS xxx = bronz
| Atlet                                                                                | Počet | Zlatá medaile | Stříbrná medaile | Bronzová medaile | MS v atletice                                    |
| ------------------------------------------------------------------------------------ | ----- | ------------- | ---------------- | ---------------- | ------------------------------------------------ |
| Robert Změlík                                                                        | 1     | 1             | 0                | 0                | HMS 1997                                         |
| Ludmila Formanová                                                                    | 1     | 1             | 0                | 0                | HMS 1999                                         |
| Pavla Hamáčková                                                                      | 1     | 1             | 0                | 0                | HMS 2001                                         |
| Roman Šebrle                                                                         | 5     | 2             | 0                | 3                | HMS 2001, HMS 2004, HMS 1999, HMS 2003, HMS 2006 |
| Tomáš Dvořák                                                                         | 1     | 0             | 1                | 0                | HMS 1995                                         |
| Běh na 4 x 400 m Naděžda Koštovalová Helena Dziurová Hana Benešová Ludmila Formanová | 1     | 0             | 1                | 0                | HMS 1995                                         |
| Zuzana Hlavoňová                                                                     | 1     | 0             | 1                | 0                | HMS 1999                                         |
| Adam Ptáček                                                                          | 1     | 0             | 1                | 0                | HMS 2004                                         |
| Pavel Soukup                                                                         | 1     | 0             | 0                | 1                | HMS 1995                                         |
| Šárka Kašpárková                                                                     | 2     | 0             | 0                | 2                | HMS 1997, HMS 1999                               |
| Helena Fuchsová                                                                      | 1     | 0             | 0                | 1                | HMS 2001                                         |
| Jaroslav Bába                                                                        | 1     | 0             | 0                | 1                | HMS 2004                                         |
| Jakub Holuša                                                                         | 1     | 0             | 1                | 0                | HMS 2012                                         |
| Pavel Maslák                                                                         | 2     | 2             | 0                | 0                | HMS 2014, HMS 2016                               |
| Celkem                                                                               | 20    | 7             | 5                | 8                |                                                  |